# Yuniesky Quezada
Yuniesky Quezada Pérez (Santa Clara, Cuba, 1984) es un Gran Maestro Internacional de ajedrez cubano.
En la lista de la FIDE de enero de 2008, Quezada tenía un ELO de 2546, siendo el número 6 de Cuba.

## Palmarés y participaciones destacadas
Ganó el Campeonato de Cuba de ajedrez en 2008. Se impuso en la final al Maestro FIDE, Lelys Martínez. El torneo se jugó en Santa Clara, Cuba, en enero de 2008.
Con esta victoria se rompe la racha de 6 Campeonatos de Cuba, ganados por Bruzón o por Leinier Domínguez, con 3 títulos para cada uno.
Participó representando a Cuba en cinco Olimpíadas de ajedrez en 2004, 2006, 2008, 2010 y 2012.